# Newfoundland and Labrador Census Division No. 6
Die Census Division No. 6 ist eine Verwaltungseinheit in der kanadischen Provinz Neufundland und Labrador.
Die Census Division No. 6 erstreckt sich über den zentralen Norden der Insel Neufundland. Sie hat eine Fläche von 16.238,16 km². Beim Zensus 2016 lebten dort 38.345 Einwohner. 5 Jahre zuvor lag die Einwohnerzahl bei 37.304.

## Gemeinden (Towns)
- Appleton
- Badger
- Bishop’s Falls
- Botwood
- Buchans
- Gander
- Glenwood
- Grand Falls-Windsor
- Millertown
- Norris Arm
- Northern Arm
- Peterview